# Грб Московске области
Грб Московске области или грб Подмосковља, је званични симбол једног од субјеката Руске федерације са статусом области — Московске области. Грб је званично усвојен 15. јула 2005. године.

## Опис грба
у штиту француског облика, на црвеном пољу нализи се лик Светог Ђорђа Побједоносца, у сребрној одјећи и сребрном оклопу, са азурно плавим огртачем, сједи на љубичастом седлу, са златним ресама на поскакујућем коњу сребрене боје.
Коњаник у рукама држи златно копље које на врху има златни осмокраки крст, којим кроз уста пробада златни крилатог змија златне боје и зелених крила. 
Грб је крунисан царском круном златне боје и украшен са три траке Ордена Лењиновог реда.